# Tule fog

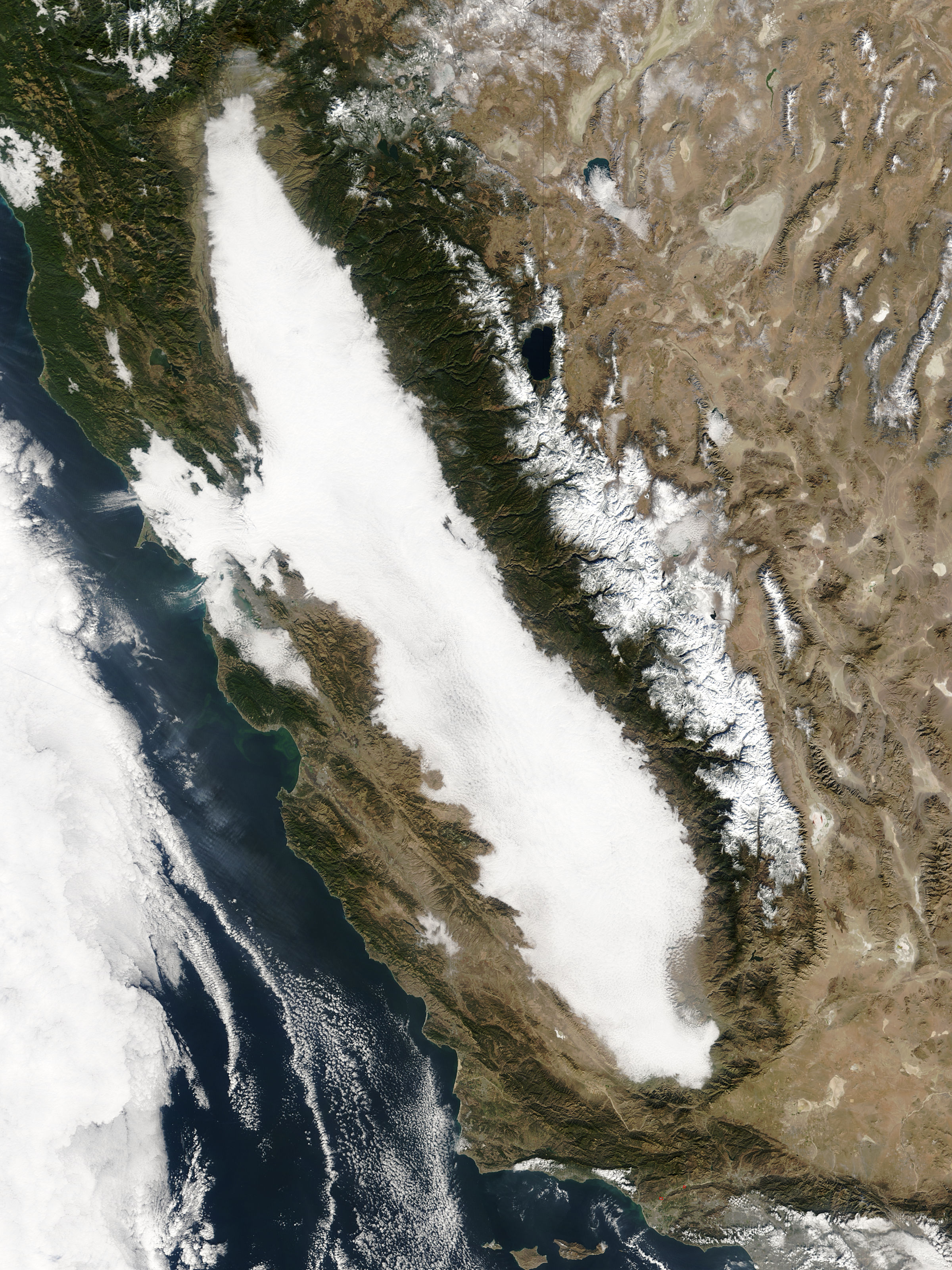
Een satellietfoto van Californië in januari 2005. De Sacramento Valley en San Joaquin Valley (samen de Central Valley genoemd) zijn hier volledig bedekt door tule fog.

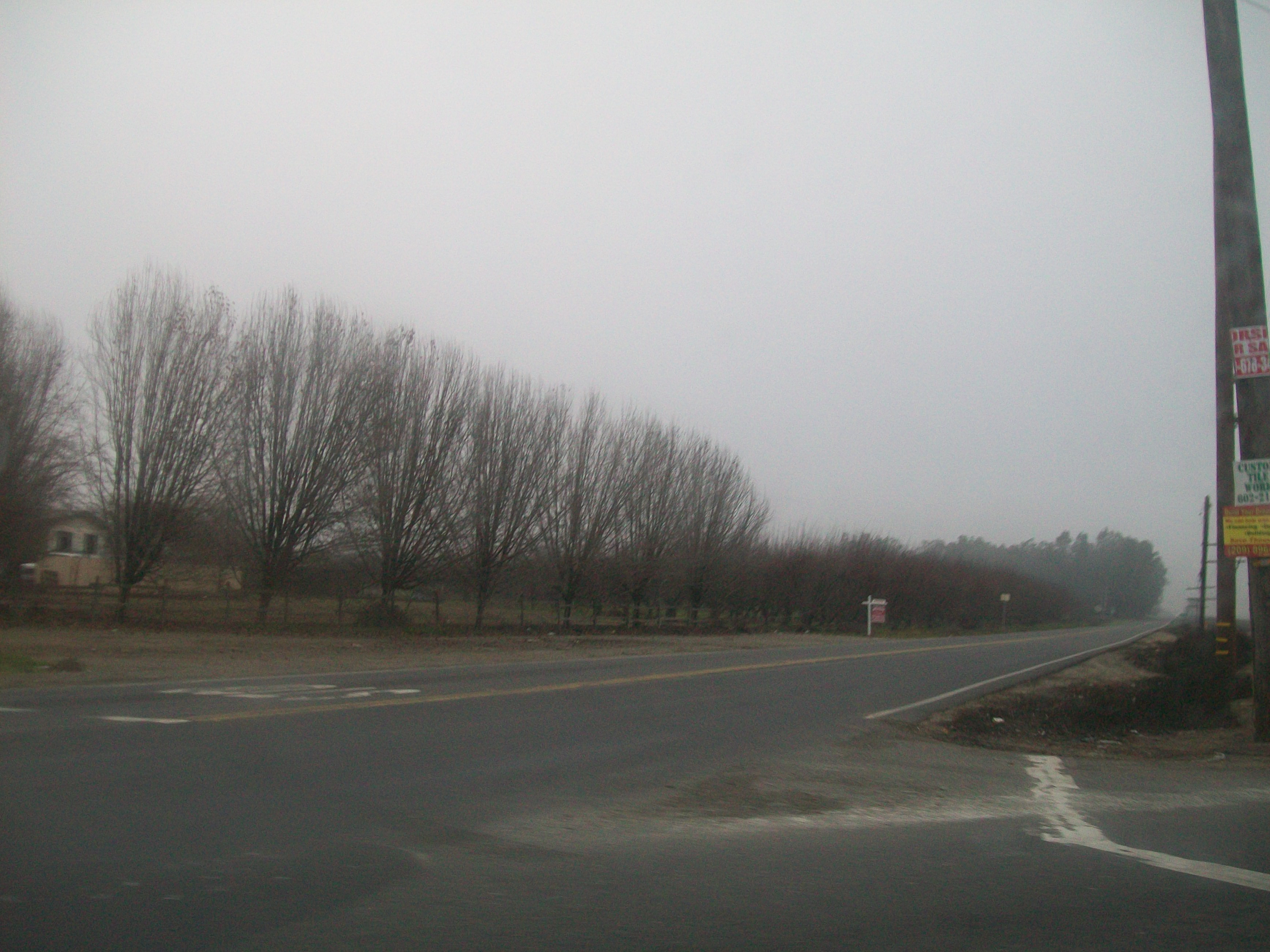
Tule fog boven een boomgaard in Stanislaus County, eind december.

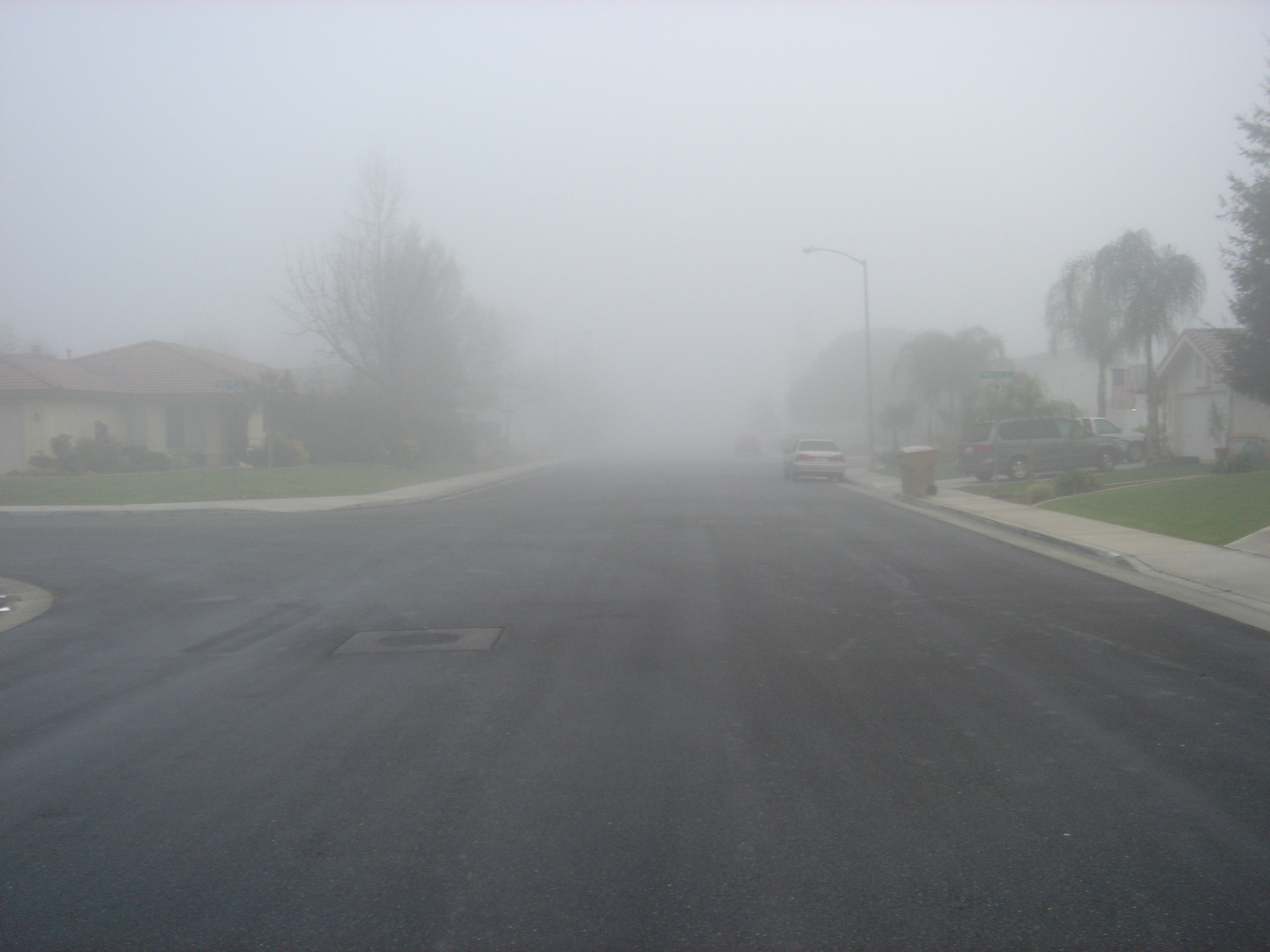
Tule fog in Bakersfield.

Tule fog is de benaming voor de dichte grondmist die zich in de wintermaanden voordoet in de Central Valley in de Amerikaanse staat Californië. De mist kan zich voordoen vanaf het einde van de herfst na de eerste aanzienlijke neerslag tot in maart.
Tule fog is stralingsmist: ze condenseert bij hoge relatieve luchtvochtigheid (doorgaans na een zware regenbui), weinig wind en snelle nachtelijke temperatuurdaling. Langere nachten in de winter laten toe dat de grond lang afkoelt. Het gevolg is een uitgesproken inversie op lage hoogte.
Het fenomeen is vernoemd naar de draslanden met tule-bies (Schoenoplectus acutus), tulares genoemd.
Deze mist staat bekend als de oorzaak van nogal wat verkeersongevallen in Californië. De mist kan de zichtbaarheid tot een absoluut minimum beperken.